# كالوم تشامبيرس
كالوم تشامبيرس (بالإنجليزية: Calum Chambers؛ مواليد 20 يناير 1995) لاعب كرة قدم إنجليزي يلعب مدافعًا لنادي أستون فيلا الإنجليزي.
سبق له اللعب مع أرسنال و‌ساوثهامبتون، كما لعب مع منتخب إنجلترا ويبلغ طوله 183 سم.

## روابط خارجية
- كالوم تشامبيرس على موقع الاتحاد الأوربي (الإنجليزية)
- كالوم تشامبيرس على موقع إي إس بي إن إف سي (الإنجليزية)
- كالوم تشامبيرس على موقع قاعدة بيانات كرة القدم.إي يو (الإنجليزية)
- كالوم تشامبيرس على موقع بيانات كرة القدم. دي إي (الألمانية)
- كالوم تشامبيرس على موقع ناشيونال فوتبول تيمز (الإنجليزية)
- كالوم تشامبيرس على موقع Soccerbase.com (لاعب) (الإنجليزية)
- كالوم تشامبيرس على موقع Soccerway.com (الإنجليزية)
- كالوم تشامبيرس على موقع عالم كرة القدم.نت (الإنجليزية)